# Rouville, Seine-Maritime

Rouville este o comună în departamentul Seine-Maritime, Franța. În 1 ianuarie 2022 avea o populație de 612 de locuitori.